# Котиха-де-ла-Пас
Котиха-де-ла-Пас (исп. Cotija de la Paz) — город и административный центр муниципалитета Котиха в мексиканском штате Мичоакан. Численность населения, по данным переписи 2010 года, составила 13 560 человек.

## Общие сведения
Поселение Кохита было основано в 1740 году. 5 мая 1896 года Кохита получила статус города и название Котиха-де-ла-Пас.
Город знаменит производством сыра Котиха.

## Известные личности
- Ромеро, Хосе Рубен (1890—1952) — писатель, дипломат.